# Carolina Sanchez
Julia Carolina Sánchez Rangel, còn được biết đến với tên La Chama (sinh ngày 19 tháng 9 năm 1971), là nhà báo, người dẫn chương trình, nữ doanh nhân người Venezuela gốc Costa Rica. Cô được biết đến là người làm chương trình trên Kênh 11 của Repretel.

## Tiểu sử
Năm 1981, Sánchez rời quê hương Mar Cụm, Venezuela để theo đuổi nghề báo và kết hôn với doanh nhân người Colombia tên Carlos Rodríguez, sau đó ly dị dho ngoại tình. Cô lấy bằng báo chí từ trường Đại học Công giáo Andrés Bello ở Caracas và làm trợ lý sản xuất cho công ty quảng cáo, làm người dẫn chương trình thể thao trên đài phát thanh truyền hình, làm biên tập viên cho tạp chí giải trí, và làm phóng viên cho tờ báo El Siglo. Cô tốt nghiệp trường Đại học Costa Rica, lấy bằng thạc sĩ. Năm 2009, Sánchez tham gia Kênh 11 của đài Repretel. Ngày 15 tháng 4 năm 2014, Sánchez thông báo sẽ thôi làm chương trình mang tên Las Historyias trên  Kênh 11 và chính thức thôi việc sau đúng một tháng.
Ngày 2 tháng 1 năm 2013, khi đang đi du thuyền ở biển Caribbean, cô gặp Fernando Altmann, người đã theo dõi Sánchez trong nhân vật "La Chama" trên Kênh 11. Ngày 24 tháng 9 năm 2015, Sánchez kết hôn với Altmann sau gần ba năm làm bạn gái.

## Trích dẫn
1. ↑  Díaz V., Ronald (ngày 20 tháng 2 năm 2011). "La bella "chama" del 11". La Nación (bằng tiếng Tây Ban Nha). Bản gốc lưu trữ ngày 26 tháng 4 năm 2014. Truy cập ngày 18 tháng 11 năm 2017.
2. ↑  "Carolina Sánchez, 'La Chama', renunció a 'Las Historias'". La Nación (bằng tiếng Tây Ban Nha). ngày 25 tháng 4 năm 2014. Truy cập ngày 18 tháng 11 năm 2017.
3. ↑  "Carolina Sánchez y Fernando Altmann: La presentadora y el empresario posan para ¡HOLA!". Hola! (bằng tiếng Tây Ban Nha). ngày 23 tháng 8 năm 2016. Bản gốc lưu trữ ngày 1 tháng 12 năm 2017. Truy cập ngày 18 tháng 11 năm 2017.
4. ↑  ""La Chama" se casa con novio millonario". diarioextra.com (bằng tiếng Tây Ban Nha). Diario Extra. Truy cập ngày 18 tháng 11 năm 2017.
5. ↑  "Carolina Sánchez 'Siempre quise una boda así'". La Nación (bằng tiếng Tây Ban Nha). ngày 22 tháng 9 năm 2016. Truy cập ngày 18 tháng 11 năm 2017.